# 樋口日奈
樋口 日奈（ひぐち ひな、1998年〈平成10年〉1月31日 - ）は、日本の女優、ファッションモデルであり、女性アイドルグループ乃木坂46の元メンバー、『JJ』の専属モデルである。長野県生まれ、東京都出身。乃木坂46合同会社所属。姉は女優の樋口柚子。

## 来歴
1998年（平成10年）1月31日、長野県で三姉妹の末っ子として生まれる。その年は長野冬季オリンピックが開催された年であったことから、聖火ランナーを見た母親が「雪を溶かす太陽のような日本を大きく示す存在になってほしい」という願いを込め「日奈」と名づけた。
小学1年生の時、歌手を目指してダンスを習い始め、小学5年生から6年生の時からは歌舞伎も習い始めた。中学校進学後は吹奏楽部に所属し、トランペットを担当。中学2年生の時、ダンス講師から勧められ、人々に元気や夢を与えられるような存在になりたいという思いから、乃木坂46の1期生オーディションを受ける。
2011年（平成23年）8月21日、乃木坂46の1期生オーディションに合格。オーディションでは中島美嘉の「ORION」を歌った。
2014年（平成26年）4月2日、8thシングル「気づいたら片想い」で初の選抜メンバーに選ばれた。それまで芸能活動と並行して学業に打ち込んできたが、選抜メンバーに選ばれると学校を休まなければならず、両立する時間がなかった。
2016年（平成28年）3月、高等学校を卒業。卒業後は大学進学も考えていたが、同期の活躍する姿をみて自分自身に遅れを感じ、私もみんなのようになりたい、自分を変えたいという気持ちが生まれたことから大学へは進学せず、芸能活動に専念することを決めた。同年7月27日、15thシングル「裸足でSummer」のアンダー曲「シークレットグラフィティー」で初のセンターを務めた。
2017年（平成29年）1月30日、17thシングル「インフルエンサー」で9作ぶりに選抜メンバーを務めることが発表された。
2018年（平成30年）3月4日、20thシングル「シンクロニシティ」で3作ぶりに選抜メンバーへ復帰。同年4月18日、女性ファッション誌『JJ』（光文社）の専属モデルとなることが発表され、2018年5月23日発売の7月号から登場。
2020年（令和2年）2月3日、25thシングル「しあわせの保護色」で初福神として5作ぶりに選抜メンバーを務めることが発表された。
2021年（令和3年）4月18日、27thシングル「ごめんねFingers crossed」で選抜メンバーに復帰。
2022年（令和4年）2月1日、1st写真集『恋人のように』を4月12日に発売することが発表される。写真集は沖縄県久米島や京都府、東京都で撮影され、水着、ランジェリー、シャワーシーンにも初挑戦となった。2月22日に初となる水着姿が解禁された。同年7月18日、同期の和田まあやと共に30枚目のシングルの活動をもってグループを卒業することを自身のブログや公式サイトなどで発表。同年10月31日、東京国際フォーラムで卒業セレモニーを開催し、同日をもってグループを卒業した。同年11月6日、公式Twitterアカウントを開設。同月30日、乃木坂46公式サイト内の公式ブログが閉鎖。

## 人物
愛称は、ひなちー、ひなちま、ひな、ちま、ひな姉。「ひなちま」は友人が名付親で「ひなちゃん」「ひなさま」を混ぜて「ひなちゃま」から変化した。キャッチコピーは「ひなのもとにおいでやんす、あなたを待ってる〜、ひなちまってる〜!!」。グループ加入前の将来の夢は警察官だった。目標とする人物は薬師丸ひろ子、綾瀬はるか、壇蜜。

### 嗜好
好きな食べ物は梅、昆布、抹茶系、鮭おむすび、ゆで卵。好きな小説は梨木香歩『西の魔女が死んだ』。好きな漫画は田村由美『BASARA』、大和和紀『あさきゆめみし』『はいからさんが通る』、細川智栄子『王家の紋章』、牧野和子『ハイティーン・ブギ』。おすすめの2次元彼氏は同じく『ハイティーン・ブギ』の主人公・藤丸翔。得意科目は倫理、国語、音楽。苦手科目は数学。好きな色はオレンジ色。おすすめの曲はデズリー「You Gotta Be」、ブルーノ・マーズ「Just the Way You Are」、FUNKY MONKEY BABYS「ちっぽけな勇気」、松田聖子「渚のバルコニー」、欧陽菲菲「ラヴ・イズ・オーヴァー」。好きな映画は『バーレスク』。とくに戦争映画を好み、幼い頃夏休みに観た終戦記念ドラマをきっかけに興味をもつようになった。実際の歴史を描いたノンフィクション作品を好み、過去から現在の成り立ちを考えさせられる点がよいと思っている。

### 趣味
趣味はパスモの領収書集め。電車やバスに使うICカードのチャージをした時に発行される領収書を集めている。チロルチョコの包み紙も集めている。

### 特技
特技はダンス、トランペット、早起き、ホットケーキを上手に焼くこと。時代劇に対応するため、乗馬経験がある。
ダンスは小学1年生から中学1年生の頃までヒップホップやジャズダンスを習っていた。乃木坂46ではダンス経験はあったものの、アイドルらしい振付への対応が難しく、最初の頃は格好よく踊るのみだったが、のちに可愛らしさや色っぽさを取り入れるようになった。

### 資格
普通自動車第一種運転免許、普通自動二輪車免許、1級小型船舶免許、焼酎コンシェルジュ、焼酎ソムリエを所持している。

### 乃木坂46
乃木坂46の和担当を目指している。好きな曲は「左胸の勇気」、「海流の島よ」、「気づいたら片想い」、「世界で一番 孤独なLover」、「あの日 僕は咄嗟に嘘をついた」。好きなミュージック・ビデオは「気づいたら片想い」、「月の大きさ」、「シークレットグラフィティー」、「立ち直り中」。

## 作品

### シングル
乃木坂46
- 左胸の勇気（2012年2月22日、SRCL-7900/6） - EAN 4988009051550。
- 乃木坂の詩（2012年2月22日、SRCL-7900/1） - EAN 4988009051550。
- 狼に口笛を（2012年5月2日、SRCL-7970/1） - EAN 4988009052267。
- 涙がまだ悲しみだった頃（2012年8月22日、SRCL-8058/9） - EAN 4988009052861。
- 海流の島よ（2012年8月22日、SRCL-8064） - EAN 4988009052915。
- 春のメロディー（2012年12月19日、SRCL-8205/6） - EAN 4988009056456。
- 13日の金曜日（2013年3月13日、SRCL-8255/6） - EAN 4988009080840。
- 扇風機（2013年7月3日、SRCL-8317/8） - EAN 4988009084732。
- 人間という楽器（2013年7月3日、SRCL-8321） - EAN 4988009084756。
- そんなバカな…（2013年11月27日、SRCL-8425/6） - EAN 4988009087894。
- 初恋の人を今でも（2013年11月27日、SRCL-8427/8） - EAN 4988009087900。
- 気づいたら片想い（2014年4月2日、SRCL-8520/6） - EAN 4988009092270。
- ロマンスのスタート（2014年4月2日、SRCL-8520/6） - EAN 4988009092270。
- 吐息のメソッド（2014年4月2日、SRCL-8520/1） - EAN 4988009092270。
- ここにいる理由（2014年7月9日、SRCL-8567/8） - EAN 4988009094236。
- 私、起きる。（2014年10月8日、SRCL-8623/4） - EAN 4988009097268。
- あの日 僕は咄嗟に嘘をついた（2014年10月8日、SRCL-8625/6） - EAN 4988009097275。
- 君は僕と会わない方がよかったのかな（2015年3月18日、SRCL-8784/5） - EAN 4988009104591。
- 別れ際、もっと好きになる（2015年7月22日、SRCL-8844/5） - EAN 4988009110790。
- 嫉妬の権利（2015年10月28日、SRCL-8910/6） - EAN 4988009116754。
- 不等号（2016年3月23日、SRCL-9032/3） - EAN 4988009125503。
- シークレットグラフィティー（2016年7月27日、SRCL-9145/6） - EAN 4988009131429。
- ブランコ（2016年11月9日、SRCL-9260/1） - EAN 4547366278873。
- インフルエンサー（2017年3月22日、SRCL-9370/8） - EAN 4547366297515。
- アンダー（2017年8月9日、SRCL-9491/2） - EAN 4547366319163。
- My rule（2017年10月11日、SRCL-9576/7） - EAN 4547366330335。
- シンクロニシティ（2018年4月25日、SRCL-9782/90） - EAN 4547366354140。
- Against（2018年4月25日、SRCL-9782/90） - EAN 4547366354140。
- 三角の空き地（2018年8月8日、SRCL-9913/4） - EAN 4547366369465。
- キャラバンは眠らない（2018年11月14日、SRCL-9974/82） - EAN 4547366382037。
- 日常（2018年11月14日、SRCL-9976/7） - EAN 4547366382044。
- 滑走路（2019年5月29日、SRCL-11186/94） - EAN 4547366406672。
- 〜Do my best〜じゃ意味はない（2019年9月4日、SRCL-11266/7） - EAN 4547366418606。
- しあわせの保護色（2020年3月25日、SRCL-11460/8） - EAN 4547366444193。
- 世界中の隣人よ（2020年5月25日）[55]
- 口ほどにもないKISS（2021年1月27日、SRCL-11682/3） - EAN 4547366487251。
- ごめんねFingers crossed（2021年6月9日、SRCL-11836/44） - EAN 4547366507270。
- 君に叱られた（2021年9月22日、SRCL-11880/8） - EAN 4547366522303。
- 他人のそら似（2021年9月22日、SRCL-11888） - EAN 4547366522334。
- 最後のTight Hug（2021年11月5日）[56]
- Actually...（2022年3月23日、SRCL-12100/8） - EAN 4547366549058。
- 深読み（2022年3月23日、SRCL-12100/8） - EAN 4547366549058。
- 好きになってみた（2022年3月23日、SRCL-12108） - EAN 4547366549089。
- 好きというのはロックだぜ!（2022年8月31日、SRCL-12210/8） - EAN 4547366571950。

### アルバム
乃木坂46
- 透明な色（2015年1月7日、SRCL-8662/7） - EAN 4988009099934。
- それぞれの椅子（2016年5月25日、SRCL-9078/86） - EAN 4988009128580。
- 生まれてから初めて見た夢（2017年5月24日、SRCL-9437/44） - EAN 4547366307825。
- 僕だけの君〜Under Super Best〜（2018年1月10日、SRCL-9630/7） - EAN 4547366336214。
- 今が思い出になるまで（2019年4月17日、SRCL-11140/7） - EAN 4547366401325。
- Time flies（2021年12月15日、SRCL-12020/30） - EAN 4547366534184。

### 映像作品
- 樋口日奈×高橋洋人（2012年2月22日） - EAN 4988009051581。
- 樋口日奈×池田圭太（2012年5月2日） - EAN 4988009052267。
- 樋口日奈×ヒロシュー（2012年8月22日） - EAN 4988009052861。
- 樋口日奈（2012年12月19日） - EAN 4988009056456。
- 樋口日奈×洞内広樹（2013年3月13日） - EAN 4988009080833。
- 16人のプリンシパル@PARCO劇場ダイジェスト（2013年7月3日） - EAN 4988009084725。
- 初夏の全力! 乃木坂46大運動会（2013年7月3日） - EAN 4988009084732。
- 樋口日奈×長崎愛（2013年11月27日） - EAN 4988009087887。
- アップサイドダウン 重力の恋人（2014年1月29日） - EAN 4988111245496。
- 乃木坂46 1ST YEAR BIRTHDAY LIVE 2013.2.22 MAKUHARI MESSE（2014年2月5日） - EAN 4988009090900。
- NOGIBINGO!（2014年3月7日） - EAN 4988021109758。
- Creator's Etude 濱口優 編（2014年4月2日） - EAN 4988009092294。
- 乃木坂の4人（2014年4月2日） - EAN 4988009092300。
- 樋口日奈×最首英也・辻中輝（2014年7月9日） - EAN 4988009094212。
- NOGIBINGO!2（2014年9月12日） - EAN 4988021299015。
- 樋口日奈（2014年10月8日） - EAN 4988009097251。
- 伊藤かりん&樋口日奈（2015年3月18日） - EAN 4988009104515。
- NOGIBINGO!3（2015年4月24日） - EAN 4988021729635。
- 乃木坂46 2ND YEAR BIRTHDAY LIVE 2014.2.22 YOKOHAMA ARENA（2015年6月17日） - EAN 4988009110097。
- 中田花奈&樋口日奈（2015年7月22日） - EAN 4988009110790。
- NOGIBINGO!4（2015年10月16日） - EAN 4988021729734。
- 樋口日奈（2015年10月28日） - EAN 4988009116747。
- 悲しみの忘れ方 Documentary of 乃木坂46（2015年11月18日） - EAN 4988104099327。
- 初森ベマーズ（2016年1月20日） - EAN 4988104099433。
- NOGIBINGO!5（2016年2月19日） - EAN 4988021729871。
- 樋口日奈（2016年3月23日） - EAN 4988009125503。
- 乃木坂46 3rd YEAR BIRTHDAY LIVE 2015.2.22 SEIBU DOME（2016年7月6日） - EAN 4988009129518。
- NOGIBINGO!6（2016年9月30日） - EAN 4988021714662。
- 樋口日奈（2017年3月22日） - EAN 4547366297539。
- 乃木坂46 4th YEAR BIRTHDAY LIVE 2016.8.28-30 JINGU STADIUM（2017年6月28日） - EAN 4547366310580。
- NOGIBINGO!7（2017年8月4日） - EAN 4988021146081。
- 無責任ギャラクシー☆タイラー（2017年11月17日） - EAN 4580484950672。
- 乃木坂46 5th YEAR BIRTHDAY LIVE 2017.2.20-22 SAITAMA SUPER ARENA（2018年3月28日） - EAN 4547366344523。
- 乃木坂46 真夏の全国ツアー2017 FINAL! IN TOKYO DOME（2018年7月11日） - EAN 4547366363999。
- NOGIBINGO!9（2018年10月19日） - EAN 4988021147392。
- 乃木坂46版 ミュージカル「美少女戦士セーラームーン」（2019年3月20日） - EAN 4589630117631。
- 乃木坂46 6th YEAR BIRTHDAY LIVE 2018.07.06-08 JINGU STADIUM&CHICHIBUNOMIYA RUGBY STADIUM（2019年7月3日） - EAN 4547366411270。
- 焼肉プロレス DVD-BOX（2019年12月4日） - EAN 4988021158633。
- いつのまにか、ここにいる Documentary of 乃木坂46（2019年12月25日） - EAN 4988104123695。
- 乃木坂46 7th YEAR BIRTHDAY LIVE 2019.2.21-24 KYOCERA DOME OSAKA（2020年2月5日） - EAN 4547366438956。
- 乃木坂46 8th YEAR BIRTHDAY LIVE 2020.2.21-24 NAGOYA DOME（2020年12月23日） - EAN 4547366482812。
- NOGIZAKA46 Mai Shiraishi Graduation Concert 〜Always beside you〜（2021年3月10日） - EAN 4547366491104。
- 教場II（2021年7月2日） - EAN 4562474225502。
- 乃木坂46 9th YEAR BIRTHDAY LIVE 5DAYS（2022年6月8日） - EAN 4547366541441, EAN 4547366541465。
- 乃木坂スター誕生!2 第1巻（2022年7月22日） - EAN 4988021718974, EAN 4988021141550。
- 乃木坂46 真夏の全国ツアー2021 FINAL! IN TOKYO DOME（2022年11月16日） - EAN 4547366576009, EAN 4547366576016。
- 乃木坂46 10th YEAR BIRTHDAY LIVE（2023年2月22日） - EAN 4547366594324, EAN 4547366594447。
- さ〜ゆ〜Ready?さゆりんご軍団ライブ/松村沙友理 卒業コンサート（2023年4月26日）[57]
- 生田絵梨花 卒業コンサート（2023年4月26日）[57]
- 月読くんの禁断お夜食 DVD-BOX（2023年9月29日） - EAN 4571519920586。

## 出演

### テレビ番組
- 超速GO音（2016年4月25日 - 11月13日、フジテレビ）ナレーター[58]
- スーパーフォーミュラ GO ON!（2017年4月8日 - 2022年2月21日、BSフジ）MC・ナレーター[59]
- 趣味どきっ! 簡単! 極上! ヘルシー! わたしにご褒美スープ（2017年12月6日 - 2018年1月31日、NHK Eテレ）[60]
- ラヴィット!（2021年10月4日 - 12月27日、TBS）ラヴィット!ファミリー・月曜担当[61]
- 小峠英二のなんて美だ!（2021年10月12日 - 2022年10月18日、TOKYO MX）レギュラー[62]
- 全国ボロいい宿（2023年2月19日、北海道放送）ロケリポーター（VTR出演）[63]
- 町中華で飲ろうぜ（2024年4月1日 - 、BS-TBS）レギュラー[64]

### テレビドラマ
- 焼肉プロレス（2019年7月4日 - 9月19日、テレビ大阪）宝條七瀬 役[65]
- 教場II（2021年1月3日・4日、フジテレビ）坂根千亜季 役[66]
- 今野敏サスペンス 暁鐘 警視庁強行犯係 樋口顕（2022年4月4日、テレビ東京）神谷あかり 役[67]
- 何かおかしい 第2話・第5話（2022年6月8日・29日、テレビ東京）小野寺心愛 役[68]
  - 何かおかしい 2 第9話・最終話（2023年5月31日・6月21日）[69]
- 世にも奇妙な物語 2022年 夏の特別編「オトドケモノ」（2022年6月18日、フジテレビ）配達のお姉さん 役[70]
- かりあげクン（2023年1月7日 - 3月25日、BS松竹東急）清水彩花 役 [71]
- 往生際の意味を知れ!（2023年3月8日 - 4月26日、毎日放送）八幡典子 役[72]
- 月読くんの禁断お夜食（2023年4月22日 - 6月17日、テレビ朝日）沢村有沙 役[73]
- 湯遊ワンダーランド（2023年7月16日 - 10月1日、テレビ大阪）沼崎 役[74]
- ブラックガールズトーク 第1話・最終話（2024年2月5日・3月25日、テレビ東京）新井菜摘 役[75][76]
- さっちゃん、僕は。（2024年6月11日 - 9月3日、TBS）須川美鈴 役[77]
- 初恋不倫〜この恋を初恋と呼んでいいですか〜（2024年7月4日 - 9月5日、BSテレビ東京）主演・財前穂波 役[78]
- 私の町の千葉くんは。（2024年10月10日 - 12月26日、テレビ東京）坂下みどり 役[79]
- ノロイヲアゲル（2025年1月5日 - 3月30日、テレビ東京）主演・西村絵理 役[80]
- トーキョーカモフラージュアワー（2025年1月20日 - 3月24日、朝日放送テレビ）目黒ちゃん 役[81]
- Love in The Air-恋の予感-（2025年6月17日 - 8月5日、フジテレビ）古田凛花 役[82]

### テレビアニメ
- 無責任ギャラクシー☆タイラー（2017年7月11日 - 9月26日、AT-X 他）ヤマモト372号 役[83]

### 舞台
- 學蘭歌劇『帝一の國』シリーズ 白鳥美美子 役[84]
  - 學蘭歌劇『帝一の國』（2014年4月18日 - 5月6日、PARCO劇場）[84]
  - 學蘭歌劇『帝一の國』-決戦のマイムマイム-（2015年7月12日 - 20日、東京：AiiA 2.5 Theater Tokyo / 7月25日・26日、大阪：梅田芸術劇場）[85]
  - 學蘭歌劇『帝一の國』-血戦のラストダンス-（2016年3月17日 - 27日、AiiA 2.5 Theater Tokyo）[86]
- じょしらく弐 〜時かけそば〜（2016年5月17日・18日・20日 - 22日、AiiA 2.5 Theater Tokyo）空琉美遊亭丸京 役[87][88]
- 墓場、女子高生（2016年10月14日 - 22日、東京ドームシティシアターGロッソ）チョロ 役[89]
- ドラえもん のび太とアニマル惑星（2017年3月26日 - 4月2日、東京：サンシャイン劇場 / 4月7日 - 9日、福岡：キャナルシティ劇場 / 4月14日 - 16日、愛知：刈谷市総合文化センター / 4月21日 - 23日、宮城：多賀城市民会館 / 4月28日 - 30日、大阪：森ノ宮ピロティホール）しずか 役[90]
- 恋する♡ヴァンパイア（2018年3月9日 - 11日・28日 - 4月1日、東京：天王洲 銀河劇場 / 3月16日、広島：JMSアステールプラザ / 3月23日 - 25日、大阪：森ノ宮ピロティホール）キイラ 役[91]
- 乃木坂46版 ミュージカル「美少女戦士セーラームーン」（2018年6月8日 - 24日、天王洲 銀河劇場 / 9月21日 - 30日、TBS赤坂ACTシアター）愛野美奈子 / セーラーヴィーナス 役（Team STAR）[92]
- +GOLD FISH（2019年5月10日 - 19日、紀伊國屋ホール）シンシア 役[93]
- SHOW BOY（2019年7月10日 - 28日、シアタークリエ）エンジェル 役[94]
- ミュージカル「ラヴズ・レイバーズ・ロスト -恋の骨折り損-」（2019年10月1日 - 25日、東京：シアタークリエ / 11月1日 - 4日、兵庫：兵庫県立芸術文化センター 阪急中ホール / 11月9日・10日、福岡：福岡市民会館 / 11月16日・17日、愛知：愛知県芸術劇場大ホール）マライア 役[95]
- GIRLS REVUE（2019年1月10日 - 27日、東京：オルタナティブシアター / 2月1日・2日、大阪：サンケイホールブリーゼ）[96]
- 仏の顔も笑うまで（2020年、タクフェス春のコメディ祭!）町田はな 役[97][注 6]
- フラガール -dance for smile-（2021年4月3日 - 12日、Bunkamura シアターコクーン）主演・谷川紀美子 役[99]
- MUSICAL SHOW『日劇前で逢いましょう〜昭和みたいな恋をしよう〜』（2023年10月27日 - 29日、大阪：COOL JAPAN PARK OSAKA TTホール / 11月2日 - 12日、東京：サンシャイン劇場）比奈子 役[100]
- ボイラーマン（2024年3月7日 - 20日、本多劇場）[101]
- 音楽朗読劇『手紙』（2024年9月4日 - 8日、博品館劇場）[102]
- 2025年劇団☆新感線45周年興行・初夏公演 いのうえ歌舞伎【譚】Retrospective『紅鬼物語』（2025年5月13日 - 6月1日、SkyシアターMBS / 6月24日 - 7月17日、シアターH）[103][104]

### ラジオ
- NISSAN あ、安部礼司〜BEYOND THE AVERAGE（2015年4月26日、TOKYO FM）派遣OL 役[105]
- 沈黙の金曜日（2017年11月24日、FM-FUJI）中田花奈の代理アシスタントMC[106]
- 木村拓哉 Flow supported by GYAO!（2020年12月、TOKYO FM）12月マンスリーゲスト[107]
- TOKYO SPEAKEASY（2021年4月19日、TOKYO FM）渡邉理佐（櫻坂46）と対談[108]
- イマドキッドゥフドゥフ90分 パート2（2021年10月6日 - 、MBSラジオ）レギュラー[109]
- 樋口日奈のここだけ（2023年12月22日、2024年4月26日、文化放送）[110][111]
- FMシアター「希望の推し」（2024年1月20日、NHK-FM）ノゾミ 役[112]

### 映画
- 雪子 a.k.a.（2025年1月25日、パル企画）石井里穂 役[113][114][115]

### 吹き替え
- ハンガー・ゲーム（2012年、角川映画）日本語吹替版・街の幼い女の子 役[116]
- アップサイドダウン 重力の恋人（2013年、角川映画）日本語吹替版・10歳のエデン 役[117]

### 配信ドラマ
- 失恋不可避（2023年9月30日 - 、YouTube）主演・國澤莉央 役（吉野裕介とダブル主演）[118]
- 課長 島耕作のつぶやき（2024年10月7日 - 、YouTube）[119]
- スズキ Webショートドラマ『初風のきせき』（2025年、YouTube）- 主人公・咲奈 役[120]
- おとなになっても（2025年4月26日 - 、Hulu） - 三宅楓 役[121]
- 不完全不倫 第1話（2025年7月2日 - 、TVer） - 桜井眞子 役[122]

### ファッションショー
- SDGs推進 TGC しずおか 2024 by TOKYO GIRLS COLLECTION（2024年1月13日、ツインメッセ静岡 北館大展示場）[123]

## 書籍

### 雑誌連載
- JJ（2018年5月23日 - 、光文社）専属モデル[3]

### 写真集
- 季刊 乃木坂 vol.1 早春（2014年3月5日、東京ニュース通信社）[14]
- 恋人のように（2022年4月12日、光文社、ISBN 978-4-334-90295-7）[23]